# Алишевец, Мария Михайловна
Мари́я Миха́йловна Алишевец (в замужестве Вожжо́ва) (23 мая 1929, с. Левашовка, Ижморский район, Томский округ, Сибирский край, СССР) — звеньевая колхоза «Анжерский» Министерства совхозов СССР, Герой Социалистического Труда (1950).

## Биография
Родилась 23 мая 1929 года в селе Левашовка (ныне в Кемеровской области) в семье председателя местного колхоза «Луч».
В 1939 году вместе с семьёй переехала в Анжеро-Судженск, в следующем году семья переселилась в посёлок Майский Анжеро-Судженского района Новосибирской (с 1943 года — Кемеровской) области. Окончила начальную школу и курсы кочегаров.
В 1943 году устроилась на работу в совхоз «Анжерский», удобряла поля, работала прицепщиком, измеряла глубину пашни. В 1946—1948 годах была разнорабочей, в 1948—1964 годах — звеньевой картофелеводческого звена совхоза. В 1949 году возглавляемое ей звено собрало 500,3 центнера картофеля с гектара на участке 3,01 гектара.
Указом Президиума Верховного Совета СССР от 3 июля 1950 года «за получение высоких урожаев картофеля при выполнении совхозом плана сдачи государству сельскохозяйственных продуктов в 1949 году и обеспеченности семенами всех культур в размере полной потребности для весеннего сева 1950 года» удостоена звания Героя Социалистического Труда с вручением ордена Ленина и золотой медали «Серп и Молот».
В 1964—1973 годах работала дояркой, в 1969 году надоила по 3006 литров молока от каждой закреплённой за ней коровы, заняв 1-е место среди 43 доярок совхоза. В 1973—1980 годах — бригадир животноводов, а в 1980—1984 годах — рабочая бани совхоза.
Депутат Кемеровского областного Совета депутатов трудящихся 13-го созыва, Анжеро-Судженского (с 1963 года — Яйского) районного и Майского сельского Советов депутатов трудящихся.
В 1984 году вышла на пенсию, но проработала ещё 3 года (до 1987 года).
Живёт в поселке Майский Яйского района Кемеровской области.
Награждена орденом Ленина (03.07.1950), медалями.